# Džemma Skulme
Džemma Lija Skulme, née le 20 septembre 1925 à Riga – morte le 9 novembre 2019 dans la même ville, est une peintre lettone,. Elle a joué un rôle important dans le développement de l’art et la vie publique de son pays dans la seconde moitié du XXe siècle.

## Biographie
Džemma Skulme est née dans une famille d’artistes. Son père était le peintre Oto Skulme,, et sa mère était Marta Skulme (en) (1890-1962), première sculptrice de Lettonie. Son oncle Uga Skulme (en) (1895-1963) était également peintre ainsi que son cousin Jurģis Skulme (1928-2015). Oto, Marta et Uga étaient membres du Groupe d'artistes de Riga (lv).
En 1949 elle est diplômée de l’Académie des beaux-arts de Lettonie et en 1955 de l’Académie russe des Beaux-Arts. En 1956 elle devient membre de l’Union des artistes de Lettonie, qu’elle préside de 1982 à 1992. En 1976 elle reçoit le titre honorifique d’artiste du peuple de la République socialiste soviétique de Lettonie. En 1993 elle devient présidente de la Fondation de la création. En 1992 elle est élue membre honoraire de l’Académie des sciences de Lettonie et reçoit un titre de docteur honoris causa de l’Académie des arts de Lettonie en 1998. En titre de reconnaissance, l’Association des arts supérieurs lui décerne un titre de docteur honoris causa pour sa contribution à la culture lettone.
L'artiste est décédée dans la matinée du 9 novembre 2019, à l'âge de 94 ans, après avoir subi deux opérations de la hanche dans les mois qui précédèrent sa mort. Une cérémonie d'adieu a eu lieu le 16 novembre à la cathédrale de Riga, elle a été incinérée selon sa dernière volonté. Ses cendres sont déposées aux côtés de ses parents et de son mari Ojārs Ābols au cimetière boisé de Riga,.

## Œuvre
Džemma Skulme utilisait la peinture à l’huile, l’acrylique et l’aquarelle. À partir des années 1970, elle développe le thème de la cariatide, dans lequel elle s’efforce de révéler la force éthique et spirituelle d’une femme (Femmes de Nica, 1968, Cariatide, 1979, etc.).

## Activités politiques
Džemma Skulme a été député au Soviet suprême de la République socialiste soviétique de Lettonie et a soutenu la Révolution chantante qui a mené à l’indépendance des pays baltes. En 1988, elle a été parmi les fondateurs du Front populaire de Lettonie et en 1989 a été élue représentante du Front populaire au Congrès des députés du peuple de l’URSS. Džemma Skulme a quitté ses activités politiques après l’indépendance de la Lettonie, cependant, en 1998, elle a été l’un des signataires du manifeste pour la fondation du Parti populaire, créé par Andris Šķēle.

## Vie privée
Elle a été l’épouse de l’acteur Artūrs Dimiters (lv) (de 1947 à 1953) puis du peintre Ojārs Ābols (lv) (de 1953 à 1983).

## Source
- (en) Cet article est partiellement ou en totalité issu de l’article de Wikipédia en anglais intitulé « Džemma Skulme » (voir la liste des auteurs).

1. ↑  (en) Peteris Apinis, « The Hundred Great Latvians », sur apinis.lv, 2006
2. ↑  (en) Mary Zirin, Irina Livezeanu, Christine D. Worobec, June Pachuta Farris, Women and Gender in Central and Eastern Europe, Russia, and Eurasia : A Comprehensive Bibliography: Southeastern and East Central Europe, vol. 2, 2015, 2091 p. (ISBN 978-1-317-45197-6), p. 863
3. ↑  (en) Manss.lv, « The great summer exhibition 2010 »
4. ↑  (en) Richard Frucht, Eastern Europe, vol. 3, ABC-CLIO, 325 p. (ISBN 978-1-57607-800-6, lire en ligne), p. 147
5. ↑  (en) Alla Rosenfeld et Jane Voorhees, Art of the Baltics : The Struggle for Freedom of Artistic Expression Under the Soviets, 1945-1991, Rutgers University Press, 2002, 476 p. (ISBN 978-0-8135-3042-0, lire en ligne), p. 270
6. ↑  (en) USSR Information Bulletin, vol. 9, The Embassy, 1949 (lire en ligne), p. 709
7. ↑  (en) « The Current Digest of the Soviet Press », American Association for the Advancement of Slavic Studies, vol. 36,‎ 1984, p. 19 (lire en ligne)
8. ↑   Ginta Gerharde-Upeniece, 50 Latvian Painting Masterpieces of the 20th Century, Riga, Jumava, 2013 (ISBN 978-9934-11-397-0), p. 69
9. ↑  (lv) « Džemmas Skulmes dēls izpildīs viņas pēdējo gribu », 2019
10. ↑  (lv) Dana Dravniece, Santa Sergejeva, Lauma Lapsa, « VAKARA ZIŅAS. Džemmas Skulmes dēls: Mammai aiziešana nāca kā atvieglojums », Vakara Ziņas,‎ 2019 (lire en ligne)